# Gong Li
Gong Li (a la Xina és costum escriure el cognom, Gong, davant el nom, Li) és una cèlebre actriu xinesa i una de les més conegudes a Occident. Va néixer el 31 de desembre de 1965 a Shenyang capital de la província de Liaoning. Té la nacionalitat de Singapur la qual cosa ha provocat crítiques en el seu país (Font BBC).

## Biografia
Va viure a Jinan, la capital de la província de Shandong. Ben aviat voler ser actriu, destacant a l'escola en el cant i la dansa, fins a l'extrem d'oblidar-se de les altres assignatures. Ingressà a l'Escola Central d'Art Dramàtic de Pequín, després de no ser admesa en dues ocasions; es va graduar el 1989.
Era encara una estudiant quan el director Zhang Yimou la va seleccionar el 1987 per al paper protagonista en la seva primera pel·lícula “ Sorgo vermell”, premi Os d'Or en el Festival de Cinema de Berlín. Gong Li va esdevenir una musa per aquest director.
Des de llavors, Gong Li ha estat una de les actrius amb més èxit en la història de la Xina, amb una fama que ha traspassat les fronteres del país asiàtic. El seu treball ha estat reconegut amb premis com els del Festival Internacional de Cinema de Venècia i el del Cercle de Crítics de Cinema de Nova York. A més d'actuar, va demostrar les seves qualitats com a cantant, en el film “La joia de Shanghai.” Al juny de 1998 va obtenir l'Ordre de les Arts i les Lletres.
Va seguir protagonitzant els films de Zhang Yimou fins a intervinguts dels anys noranta. El fet de ser amants va provocar un escàndol, ja que Zhang estava casat. Van trencar en 1995, i des de llavors van deixar de col·laborar. Gong Li es va casar amb l'home de negocis i magnat del tabac de Singapur anomenat Ooi Hoe Soeng a l'any següent. La primera aparició de Gong Li en el cinema de Hollywood va ser a la pel·lícula, “La caixa xinesa”, de 1997. A la dècada del 2000 ha participat en més produccions nord-americanes com ” Memòries d'una geisha “ el 2005, “Corrupció a Miami”, el 2006 i “Hannibal: l'origen del mal”.

## Filmografia
D'entre les seves pel·lícules cal destacar:
- Hong Gao Liang (1987)
- Daihao Meizhoubao (1989)
- Qiū Jú dǎ guān sī (1992)
- Dona Hong Deng Long Gao Gao Gua (1992)
- Bàwáng Bié Jī (1993)
- To Live o Live (xinès: 活着) (1994) dirigida per Zhang Yimou.[1]
- Hua hun A Soul Haunted by Painting. Basada en la vida de la pintora Pan Yuliang. (1994)
- Yáo A Yáo, Yáo Dào Wàipó Qiáo (1995)
- Chinese Box (1997)
- Eros (2004)
- 2046 (2004)
- Memòries d'una geisha, en el paper d'Hatsumomo (2005)
- Miami Vice (2006)
- Mǎnchéng Jìndài Huángjīnjiǎ (2006)
- Hannibal Rising (2007)
- Shanghai (2010)
- Wǒ Zhī Nǚ Rén Xīn (2011), remake del film estatunidenc What Women Want (2000)

## Premis i nominacions

### Premis
- 1992. Copa Volpi per la millor interpretació femenina per Qiu Ju da guan si
- 1993. Càmera Berlinale